# Лешко Михайло Михайлович
Лешко Михайло Михайлович (26 липня 1977 р.) — український лікар-нейрохірург, кандидат медичних наук, лікар вищої кваліфікаційної категорії зі спеціальності «Нейрохірургія».

## Життєпис
Народився в м. Мукачево Закарпатської області. 
Медичну освіту здобув на медичному факультеті в Ужгородському національному університеті за спеціальністю «Лікарська справа». Інтернатура — 2000-2002 рр., спеціальність «Нейрохірургія».
З 2002 по 2004 рр. проходив навчання в клінічній ординатурі на кафедрі нейрохірургії Національного університету охорони здоров'я України імені П. Л. Шупіка.
Також, з 2002 р. М. Лешко обіймає посаду лікаря-нейрохірурга в Київській обласній клінічній лікарні й у Київському обласному центрі медицини катастроф.
З 2011 р. і донині працює в КНП «Олександрівська клінічна лікарня» м. Києва, спочатку лікарем-нейрохірургом, а з липня 2019 р. — завідувачем, лікарем-нейрохірургом відділення нейрохірургії.
У 2009 р. захистив кандидатську дисертацію за спеціальністю «Нейрохірургія» на тему «Методика оперативного лікування кіст крижового каналу у дорослих».
М. Лешко вперше в лікарні провів успішну імплантацію інтракраніального потокоскеровуючого стенту в артеріях головного мозку пацієнтам з мозковим інсультом.
За значний особистий внесок у соціально-економічний, науково-технічний, культурно-освітній розвиток України, вагомі трудові досягнення, багаторічну сумлінну працю присвоєно почесне звання «Заслужений лікар України». Указ Президента України від 30 листопада 2021 року № 607.
Є членом Європейської й Міжнародної асоціацій нейрохірургів, робочої групи з нейрохірургії Департаменту охорони здоров'я м. Києва, робочої групи Національної служби здоров'я України. Контактує із ЗМІ — дає інтерв'ю, де розповідає про проблематику та лікування неврологічних захворювань.